# Dietrich Schäfer
Dietrich Schäfer, född 16 maj 1845 i Bremen, död 12 januari 1929 i Berlin, var en tysk historiker.
Schäfer blev 1871 e.o. professor i historia i Jena samt ordinarie professor där 1883, i Breslau 1884, i Tübingen 1888 och i Heidelberg 1896. Han var slutligen ordinarie professor vid Berlins universitet 1903-22.
Schäfer författade bland annat Dänische Annalen und Chroniken von der Mitte des 13. bis zum Ende des 15. Jahrhunderts (1872), Die Hansestädte und König Waldemar von Dänemark (1879), Geschichte von Dänemark (omfattande tiden 1523-1648, utgörande band 4 och 5 av Friedrich Christoph Dahlmanns danska historia; 1893-1902), där han i motsats till exempelvis Carl Ferdinand Allens starkt apologetiska framställning av Kristian II närmar sig den äldre uppfattningen och där han framställer Danmark som i främsta rummet vållande nordiska sjuårskriget och ger en träffande teckning av de båda tävlande kungarna Kristian IV och Gustav II Adolf, Die Hanse (1903; andra upplagan 1914), Weltgeschichte der Neuzeit (två band, 1907; sjunde upplagan 1914), Deutsche Geschichte (två band, 1910; fjärde upplagan 1914) och Aufsätze, Vorträge und Reden (två band, 1913). Han utgav tredje avdelningen (åren 1477-1530) av "Hanserecesse" (nio band, 1881-1913), "Das Buch des lübeckischen Vogts auf Schonen" (fjärde bandet av "Hansische Geschichtsquellen", 1887) och "Abhandlungen zur Verkehrs- und Seegeschichte" (sju band, 1908-13). 
Under första världskriget utgav Schäfer bland annat de politiska stridsskrifterna Sein oder nicht sein? (1914; "Vara eller icke vara. Det tyska rikets ödestimma", samma år) och Deutschland und Frankreich (samma år).  Han tog 1916 ivrig och bemärkt del i den mot rikskanslern Theobald von Bethmann Hollwegs moderata politik riktade agitation, som i anslutning till storamiral Alfred von Tirpitz påyrkade hänsynslöst ubåtskrig och framställde tysk hegemoni över Flandern som ett oeftergivligt krigsmål. Han utgav 1917 en populär biografi över Otto von Bismarck i två band och framhöll i flera skrifter efter Tysklands nederlag, att nationell självbesinning vore grundvalen för ett återuppstigande, så till exempel i Wie wurden wir ein Volk? Wie können wir es bleiben? (1920) och Staat und Welt (1922). 
Bland Schäfers övriga senare skrifter märks Gustav Adolf (1921; föredrag), Mittelalter (1923), Osteuropa und wir Deutschen (1924) och Mein Leben (1926; självbiografi). Han invaldes 1902 som ledamot av både Vitterhets-, historie- och antikvitetsakademien och Vetenskapssocieteten i Uppsala. Till hans 80-årsdag utgavs festskriften "Dietrich Schäfer und sein Werk" (1925).